# Религия во Флориде
В штате Флорида в основном представлены следующие мировые религии:
- Христианство
- Иудаизм
- Ислам

## Статистика
Согласно данным Американского религиозного опроса среди населения Флориды 76 % христиан (из них 27 % населения — католики), 4 % исповедуют другие религии, 14 % атеисты и 6 % не ответили на вопрос о религиозной принадлежности.

## Христианство
В штате представлены все три основные направления в христианстве:
- Протестантизм
- Католицизм
- Православие

Согласно данным Ассоциации статистиков американских религиозных организаций
в 2000 году во Флориде проживало 2 245 241 евангелических протестантов, 943 157 протестантов традиционных деноминаций, 2 596 148 католиков и 42 198 православных.

### Протестантизм
Во Флориде в основном представлены следующие протестантские деноминации:
- Баптизм
- Методизм
- Пятидесятничество

### Католицизм
Католицизм в штате представляет собой часть всемирной Римско-католической церкви. Все приходы штата административно входят в Архидиоцез Майами.

## Иудаизм
Храм Бет-Эль (Temple Beth-El), старейшая синагога во Флориде, построенная в стиле Арт-деко.

## Саентология

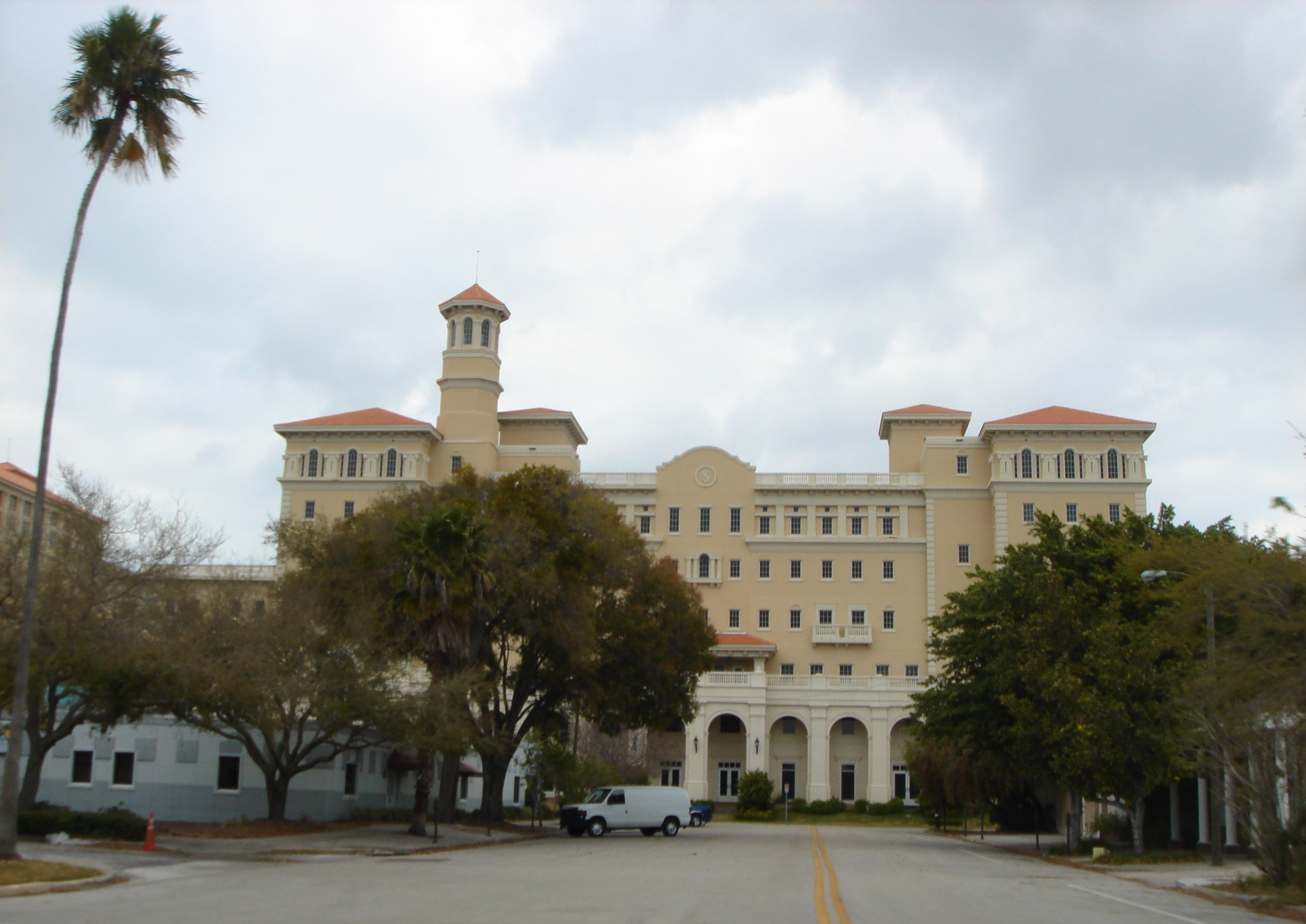
Здание Флага саентологии

В городе Клируотер находится «церковь Флаг» (Обслуживающая организация Флага или Центр Церкви Саентологии), которая является значимым сооружением в так называемой «церкви саентологии». Флаг занимает более 40 зданий на территории около 200 000 м².